# Rhexia lutea
Rhexia lutea är en tvåhjärtbladig växtart som beskrevs av Thomas Walter. Rhexia lutea ingår i släktet Rhexia och familjen Melastomataceae. Inga underarter finns listade i Catalogue of Life.

## Bildgalleri

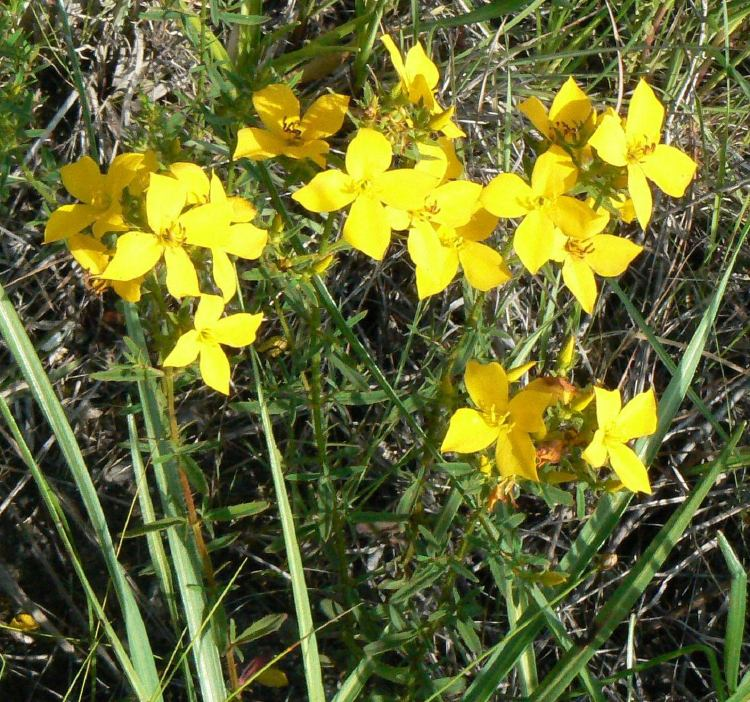